# Solbjerg Parkkirkegård
Solbjerg Parkkirkegård på Frederiksberg ligger ved Søndermarken og Zoologisk Have. Den er på 18 ha. Kirkegården blev indviet i 1865 under navnet Frederiksberg Sogns Assistens Kirkegård. Den skiftede navn til Solbjerg Kirkegård i 1926 og til Solbjerg Parkkirkegård i 1998.
Kapellet på Solbjerg Parkkirkegård hedder egentlig Søndre Kapel, da der også var et Nordre kapel. 
Det blev opført i 1876, og i 1890 blev Nordre Kapel opført. Det sidste blev dog revet ned i 1963. Søndre Kapel er tegnet af arkitekt Harald Drewsen i en italienskinspireret, historicistisk stil med åbne loggiaer langs begge langsider. Tårnet, som står i gråt puds i modsætning til resten af kapellets røde sten, blev nyopført i 1935. I 1908 blev kapellet udstyret med glasmosaikker med Jesu 12 disciple.
Frederiksberg Begravelsesvæsen har, i den vestlige del af kirkegården, etableret fem elipseformede haverum, under temaerne Dufthave, Bibelhave, Sommerfuglehave, Dahliahave og Vandhave, som et første skridt i retning af at omlægge hele kirkegården til rekreativt parkområde.
De første afdelinger bliver i den forbindelse nedlagt i 2020 og de sidste i 2050, hvor parken vil have en samlet størrelse på 16 ha.
| - Solbjerg Parkkirkegård - Interiøret i Søndre Kapel på Solbjerg Parkkirkegård, 2023 - Christian Ludvig Lundbyes gravsted |

## Kendte personer begravet på Solbjerg Parkkirkegård
- Aksel Agerby
- Carl Ferdinand Allen
- Karl Johan Almqvist
- Hans Frederik Alsing
- Gaetano Amici
- H.C. Andersen
- Jens Banzon Hee Andersen
- Jens Peder Andersen
- Rasmus Andersen
- Axel Andreasen
- Niels Arp-Nielsen
- G.J. Arvin
- Frederik Asmussen
- Anders B. Nørgaard
- Frederik Asmussen
- Gunnar Auken
- Kirsten Auken
- P.F. Bagge
- J.J. Bahnson
- Carl Balsgaard
- Bernhard Bang
- Oluf Bang
- Oluf Bang
- Povl Bang-Jensen
- Jim Barry
- Anne Marie Basse
- Victor Bendix
- Wilhelm Otto Bentzon
- Julius Bertram-Larsen
- Rasmus Besthorn
- Gunnar Biilmann Petersen
- Niels Bjerrum
- L.C.F. Blytmann
- Harald Boas
- Boie Boisen
- Gunnar Bomhoff
- Adda Bonfils
- Louise Bonfils
- C.V. Bramsnæs
- H.A. Brendekilde
- Carl Johan Bruhn
- Angelo Bruun (nedlagt)
- Jørgen Buch
- Peter Buch
- Johan Frederik Busch
- Harald Böhling-Petersen
- Marinus Børup
- Gustav Castenskiold
- Lars E. Christiansen
- Rasmus Christiansen
- Inger Christrup
- Louise Conring
- Birger von Cotta-Schønberg
- August Crome (nedlagt)
- Svend Dahl
- Nicolai Dalhoff
- Hans Dall
- Svend Dam
- Søffren Degen
- Helen Dohlmann
- Elisabeth Dons
- Hans Carl Dons
- Knud Dorph-Petersen
- Asger Due
- Eduard Eggeling
- Ib Eisner
- Anker Engelund
- Helle-Vibeke Erichsen
- Theodor Ewald
- Else Faber
- Bent Falkenstjerne
- Edvard Fallesen
- Falle Fallesen
- Holger Federspiel
- N.J. Fjord
- Hans Fogh
- Bent Foltmann
- Henning Fonsmark
- Frank le Sage de Fontenay
- Immanuel Franksen
- Peter Petersen Freuchen
- William Fridericia
- Christian Frier
- Finn Friis
- Henning Friis
- Aage Friis
- J.F.N. Friis-Skotte
- Sergius Frost
- Peter Fyhn
- Johannes Fønss
- Jørgen Fønss
- V.E. Gamborg
- Fanny Garde
- Johann Christian Gebauer
- C.F. Gesimar
- Harald Giersing
- Aage Gotved
- Helle Gotved
- P.G. Grunth
- Ludvig Grundtvig
- Holger Grønvold
- Marie Graae
- Jørgen Gudmundsen-Holmgreen
- Oskar Gyldmark
- Olaf Gynt
- Carl Georg Gædeken
- Poul Gædeken
- Nicolaj Hagen Hagensen
- Torben Halkier
- Th. Halse
- Svend Hammershøi
- Johan Hannemann
- Ernst Hansen
- Henny Harald Hansen
- Nicolai Hansen
- Osvald Hansen
- Justus Hartnack
- Niels Hasager
- Johan Hassel
- Sonja Hauberg
- Henrich Haxthausen
- Kamma Hedin
- P. Anker Heegaard
- Sophus Heegaard
- Julius Hellmann
- Emil Helsengreen
- Leopold Helweg
- O.A. Hermansen
- Mikkel Hindhede
- J.C.W. Hirsch
- Johan Hoffmann
- Edvard Holm
- Just Holm
- Elise Holst
- Wilhelm Holst
- Susette Holten
- Frantz Howitz
- Palle Huld
- Hans Erling Hækkerup
- Carsten Høeg
- Axel Høeg-Hansen
- Halfdan Høgsbro
- Bizzie Høyer
- Erik Jacobsen
- Carl Luplau Janssen
- Ferdinand Vilhelm Jensen
- Harald Jensen
- M.C. Jensen
- P.F. Jensen
- Steen V. Jensen
- Thomas Jensen
- Victoria Jensen
- Jens Adolf Jerichau
- Elisabeth Jerichau Baumann
- Johannes Jespersen
- Fritz Johannsen
- Eigil 'Gil' Johansen
- Svend Johansen
- Edvard Jünger
- Sophus Jürgensen
- Mogens Jørgensen
- Christian Kampmann
- Erik Kampmann
- Ulrik Keel
- Paul Kelvin
- Paul Kerrn-Jespersen
- Johan Kjeldahl
- Grete Klitgaard (nedlagt)
- Flemming Knuth
- Henriette Knuth
- L.J. Koch
- K.V. Koch
- Simon Koch
- Holger Koed
- Carl Andreas Koefoed
- Harald Krabbe
- Ole Bjørn Kraft
- C.C. Kragh-Müller
- Alfred Krarup
- Johanne Krebs
- G.F. Krog-Clausen
- Henrik Kyhl
- Vilhelm Kyhn
- Hjalmar Kyrsting
- C.A. Kølle
- H.V. Kaalund
- Sigurd Langberg
- Axel Lange
- Annemette Larsen
- Christen Larsen
- Dorothy Larsen
- John M. Larsen
- O.H. Larsen
- Niels Larsen Stevns
- Inger Lassen (nedlagt)
- Niels Lassen
- Palle Lauring
- Christian Lauritz-Jensen
- A.S.K. Lauritzen
- Carl Lauritzen
- Henny Lauritzen
- Laurs Laursen
- Carl Lendorf
- Fernando Linderberg
- Stig Lommer
- William Lundbeck
- Harald Lund
- Christian Ludvig Lundbye
- Emanuel Andreas Lundbye
- Line Luplau
- Marie Luplau
- J. Lybecker
- Christian Frederik Lütken
- Adolph Lønborg
- Harald Lønborg
- Katrine Lønborg
- Aage Lønborg-Jensen
- Gunnar Laage
- Henrik Madsen
- Carl Maglekilde-Petersen
- Axel Mathiesen (nedlagt)
- Carl V. Meyer
- Emma Meyer
- Fritz Meyer
- Tao Michaëlis
- Carla Colsmann Mohr
- L.C. Mollerup
- Ib Monty
- Emilie Mundt
- Carl Muusmann
- Vera Myhre
- Max Müller
- Carl Møller
- Erik Mørk
- A.N. Neergaard
- Sophus Nellemann
- Johan Neumann
- Birgitte Berg Nielsen
- Ellen Nielsen
- L.C. Nielsen
- M.C.B. Nielsen
- Mathilde Nielsen
- H.V. Nyholm
- Camillus Nyrop
- Kristoffer Nyrop
- Eiler Nystrøm
- Anders B. Nørgaard
- Martin Nørresø
- Frederik Oehlerich
- Benjamin Olsen
- Børge Olsen
- Einar Hugo Olsen
- Harald Ostenfeld
- Ludvig Oppermann
- Theodor Oppermann
- Andreas Otterstrøm
- Simon Paulli
- Axel Johannes Pedersen
- Benjamin Pedersen
- Christian Carl Peters
- Henry Petersen
- O.G. Petersen
- Johannes Pløger
- Ludvig Poulsen
- Ernst Priemé
- Antonette Prip-Møller
- Johannes Prip-Møller
- K. Prytz
- Carl Rald
- Eiler Rasmussen
- H.V. Rasmussen
- Harald Rasmussen
- N.H. Rasmussen
- Niels Peter Arboe Rasmussen
- Barclay Raunkiær
- Christen Raunkiær
- Ingeborg Raunkiær
- Holga Reinhard
- Axel Reventlow
- C.F. Rich
- A.H. Riise
- Frederik Riise
- C.O. Rimestad
- Christian Rimestad (nedlagt)
- Mads Ring
- Tyge Rothe
- Wilhelm Rothe
- Rudolf Rud-Pedersen
- Rasmus Rue
- Frederik Rung
- Alvilde Ræder
- Karen Ræder
- Henning Rønne
- Dora Sandal-Jeppesen
- Viggo Sanne
- C.M. Savery
- Guri Schade
- Svend Aage Schaldemose-Nielsen
- Harald Schiødte
- Valdemar Schiøler Linck (nedlagt)
- H.C.F.C. Schjellerup
- Albrecht Schmidt
- Valdemar Schmidt
- Julius Schiøtt
- Ida Schiøttz-Jensen
- Hans Schjellerup
- Albrecht Schmidt
- Valdemar Schmidt
- Tage Wøldike Schmith
- Josephine Schneider
- P.A. Schou
- Axel Schovelin
- Julius Schovelin
- Karel Šedivý
- Alba Schwartz
- Ingeborg Seidelin
- Erik Silfverberg
- Carl Simonsen
- Niels Juel Simonsen
- Niels Simonsen
- Henry Skov
- Vagn Skovgaard-Petersen
- Roar Skovmand
- Herman Slomann
- Frederik Læssøe Smidth
- Hans Ludvig Smidth
- Tove Steines
- George Stephens
- Peter Matthias Stolpe
- Oscar Stribolt
- Valdemar Stribolt
- Vera Stricker
- Holger Struer
- Th. Adler Svanholm
- Olga Svendsen (nedlagt)
- Michael Juul Sørensen
- William Sørensen
- Isac Wilhelm Tegner
- Gunnar Teilum
- Charles Tharnæs
- Carl August Thomsen
- Carl Thomsen
- Julius Thomsen
- Vilhelm Thomsen
- Thorvaldur Thoroddsen
- Christian Tom-Petersen
- Elisabeth Tornøe
- Holger Tornøe
- Wenzel Ulrik Tornøe
- Anna Trap
- Christian Frederik Frands Elias Tuxen
- Hans Jørgen Tvede
- Carl Ussing
- Werner Ussing
- Harriet Vendelhaven
- Jens Villadsen
- Åge Vogel-Jørgensen
- Karl Vold
- Frederik Wagner (officer)
- Frederik Wagner (arkitekt)
- Gerda Wegener
- Bertha Wegmann
- Gustav Westring
- Claudius Wilkens
- Ellen Wilkens
- Bode Willumsen
- Hans Winstrup Olesen
- Carl Wivel
- Pauline Worm
- Sophie Zahrtmann
- Julius Aagaard